# Смілка вузьколиста
Смі́лка вузьколи́ста (Silene stenophylla) — багаторічна рослина родини гвоздикових.

## Опис
Смілка вузьколиста є багаторічною рослиною. Стебло довжиною 5–25 см. Корінь випускає численні безплідні пагони і квітконосні стебла. Листки вузьколінійні. Стеблові листки в числі 2 пар, при основі зрослися в помітну (до 2 мм) піхву. Міжвузля в 2 — 3 рази довші за листки, вузли не виділяються. Квіти зазвичай одиничні, рідше в їх дві-три. Чашечка велика, довжиною 10–15 мм з чіткими жилками, зубці її округлі. Пелюстки пурпурові.
Число хромосом 2n = 24.
Вид було описано в арктичному Сибіру. Зустрічається в щебенистій тундрі. У Сибіру поширена в Читинській області, Якутії. Також вид зустрічається на Далекому Сході і в Північній Америці.

## Насіння з вічної мерзлоти
Насіння рослини цього виду віком ≈ 30 000 років було знайдене у вічній мерзлоті на глибині 38 м на березі річки Колима в Магаданській області.
Ендемічна для Якутії Смілка вузьколиста має високу стійкість до морозу. Вчені зібрали замерзлі плоди із насінням із гнізд плейстоценових ховрахів Spermophilus parryii, які запасали траву смілки вузьколистої у своїх кублах.
Російським кріобіологам з Інституту фізико-хімічних та біологічних проблем ґрунтознавства Російської академії наук, що розташований в підмосковному Пущино, вдалося виростити екземпляри рослини методом мікроклонування тканин, взятих із насіння, законсервованого у вічній мерзлоті епохи плейстоцену.
Повідомлення про 32000-літню смілку, що «воскресла» з мерзлоти, було опубліковане в журналі «Proceedings of the National Academy of Sciences».